# Кицмиллер против школьного округа Довер
Дело Кицмиллер против школьного округа Довер (англ. Kitzmiller v. Dover Area School District) — первый судебный процесс, вопросом которого было соответствие преподавания концепции «Разумного замысла» политике государственных школ США. В октябре 2004 года школьный округ района Довер, включающий боро Довер и тауншипы Довер и Вашингтон, изменил учебные планы по биологии, введя в них концепцию «Разумного замысла» как альтернативу теории эволюции, с использованием книги «Of Pandas and People» в качестве справочника. Основными аргументами истцов было то, что «Разумный замысел» является одной из форм креационизма и, следовательно, его преподавание в школах является нарушением Establishment Clause Первой поправки к Конституции США.
11 родителей учащихся боро Довер (округ Йорк, Пенсильвания) предъявили иск к управляющему Совету школьного округа по поводу заявления о том, что «Разумный замысел» является «представлением о происхождении жизни, отличающимся от взглядов Дарвина» и должен преподаваться в рамках научных курсов в классах девятого года обучения. Истцы были представлены Американским союзом защиты гражданских свобод, Американский союз за разделение церкви и государства и юридической фирмой Pepper Hamilton LLP. Консультировал истцов Национальный центр научного образования. Ответчиков представлял Thomas More Law Center. Издатель книги «Of Pandas and People» The Foundation for Thought and Ethics пытался присоединиться к процессу в качестве ответчика, однако это присоединение было по нескольким причинам отклонено.
В декабре 2005 года судья Джон Джонс принял решение, что постановление Совета школьного округа района Довер является неконституционным, таким образом требование истцов было удовлетворено. Суд пришёл к заключению, что «Разумный замысел» не является научной теорией и запретил руководству школьного округа «требовать от учителей клеветать или недооценивать научную теорию эволюции и ссылаться на религиозную альтернативную теорию, известную как Разумный замысел».

«Мы заключаем, что ID [intelligent design, то есть разумный замысел] не относится к сфере науки и не может быть признан подлинной и авторитетной научной теорией, поскольку он не опубликован в рецензируемых журналах, не задействован в исследованиях и проверках, а также не принят в научном сообществе. Основания ID, как было отмечено, лежат в богословии, а не в науке. <…> Кроме того, сторонники ID стремятся избегать научной критики, которой, как мы теперь установили, он не может выдержать даже в том случае, если его сторонники настаивают на изучении на уроках научных дисциплин существующих разногласий, а не самого ID. Подобная тактика предполагает в лучшем случае неискренность, а в худшем — откровенную ложь. Цель, преследуемая IDM [intelligent design movement, то есть движением разумного замысла], состоит не в том, чтобы поощрить критическое мышление, а в том, чтобы спровоцировать идейный переворот и подменить эволюционную теорию концепцией ID».— Происхождение жизни. Наука и вера
В ноябре 2005 года восемь из девяти членов школьного совета проиграли выборы противникам преподавания концепции разумного замысла как научной. (Девятый член совета не переизбирался.) Впоследствии новый председатель совета заявил, что совет не намерен обжаловать решение суда.

## Связанные процессы
- Обезьяний процесс — 1925
- Эпперсон против Арканзаса — 1968
- Дэниель против Вотерса — 1975
- Хендрен против Кепбелла — 1977
- Мак-Лин против Арканзаса — 1982
- Эдвардс против Агиллара — 1987